# Brussels Outdoor 1979
Il Brussels Outdoor 1979 è stato un torneo di tennis giocato sulla terra rossa. È stata la 9ª edizione del Brussels Outdoor che fa parte del Colgate-Palmolive Grand Prix 1979. Si è giocato a Bruxelles in Belgio dall'11 al 17 giugno 1979.

## Campioni

### Singolare
Balázs Taróczy ha battuto in finale  Ivan Lendl con il punteggio di 6–1, 1–6, 6–3

### Doppio
Billy Martin /  Peter McNamara hanno battuto in finale  Carlos Kirmayr /  Balázs Taróczy con il punteggio di 5–7, 7–5, 6–4